# Stephanie Brind
Pour les articles homonymes, voir Brind.
Stephanie Brind, née le 8 juin 1977 à Bexleyheath, est une joueuse professionnelle de squash représentant l'Angleterre. Elle atteint en novembre 2001 la 4e place mondiale, son meilleur classement.
Elle fait partie de l'équipe d'Angleterre championne du monde en 2000 à Sheffield.

## Palmarès

### Titres
- Malaysian Open Squash : 2000
- Championnats du monde par équipes : 2000
- Championnats d'Europe par équipes : 1999, 2000, 2001, 2002

### Finales
- Monte-Carlo Squash Classic : 2000
- Open de Macao : 2001
- Championnats du monde par équipes : 2002